# Just Muiron
Just Muiron, dit « le Sourd », né le 2 septembre 1787 à Besançon, où il est mort le 3 juin 1881, est un fonctionnaire et journaliste français, aujourd’hui connu pour avoir été le premier disciple en date de Fourier.
Resté à peu près inconnu en dehors du cercle de l’École sociétaire, il a été le promoteur de l’un des principaux mouvements du socialisme moderne à la recherche de la solution du problème social et été l’accoucheur du système phalanstérien.

## Biographie
Muiron entra, de très bonne heure, dans les bureaux de la préfecture du Doubs, où son père était employé, sous l’ancien montagnard Debry, placé à la tête de ce département par Napoléon. Lorsque Rambuteau fut chargé d’organiser, en 1810, le département du Simplon, nouvellement annexé à la France, Muiron fut un des collaborateurs qu’il emmena avec lui à Sion.
Atteint de surdité, à l’âge de vingt-trois ans, par suite de la fièvre typhoïde, il n’en continua pas moins sa carrière administrative d’employé de préfecture. Rentré à Besançon après la chute de l’Empire, en 1814, il s’adonnait, en dehors de son travail de bureau, à la lecture des écrits de Senancour, de Fabre d’Olivet, de ceux mêmes des mystiques, Swedenborg et Saint-Martin.
Il était dans ces dispositions d’esprit, lorsqu'un exemplaire de la Théorie des quatre mouvements et des destinées générales lui tomba entre les mains. Ce livre étrange lui ouvrit des horizons tout nouveaux. Après l’avoir lu, Muiron éprouva le désir de connaitre l’auteur, d’autant plus que l’ouvrage était donné simplement comme Prospectus et annonce de la découverte à exposer et à développer ultérieurement. Le volume portait comme seule indication : « À Leipzig, 1808 », sans nom d’imprimeur ni d’auteur.
Au printemps de l’année 1816, Muiron parvint, après beaucoup de recherches, à savoir, que l’auteur de la Théorie des quatre mouvements s’appelait Fourier et qu’il résidait alors à Belley. Il lui écrivit aussitôt pour lui témoigner la profonde impression qu’il avait reçue de la lecture de son livre et pour s’informer de l’époque où paraitrait le complément de la doctrine.
La réponse de Fourier fut simple et bienveillante. Il y indiquait les obstacles qui l’avaient empêché de tenter d’autres publications depuis celle de 1808, ajoutant qu’il s’était retiré à Belley pour s’occuper d’une exposition complète de sa théorie de l’association. Dès lors, fut engagée entre l’adepte et le maitre une correspondance, qui ne fut interrompue que par la mort de Fourier en 1837.
Muiron alla passer un mois à Belley près de Fourier, avec lequel il conversait à l’aide de bouts de papier, qu’il pressait de publier le corps de doctrine, se faisant fort de pourvoir, avec l’aide de ses amis, aux frais d’impression. Il fut convenu entre eux que cette impression se ferait à Besançon, et que Fourier viendrait la surveiller. Les choses se passèrent ainsi, et le Traité de l’association domestique agricole (2 vol. in-8° très compacts), sortit au milieu de 1822.
L’initiative et l’intervention de Muiron permirent à l’œuvre de Fourier de voir le jour. Pendant que ce dernier, qui s’était rendu à Paris et qui vivait d’un petit emploi de teneur de livres dans la librairie Curtis et Lamb, tentait vainement d’attirer sur sa théorie l’attention des puissants du jour et de ceux qui, par leur fortune ou leur influence, étaient en position de lui fournir le candidat attendu pour un essai pratique, Muiron publiait en 1824, à Besançon, un ouvrage intitulé Sur les vices de nos procédés industriels : aperçus démontrant l'urgence d'introduire le procédé sociétaire, exposant des vues de Fourier. Il y donnait, en réponse à une question posée par la Société d’agriculture du Doubs, le plan d’un Comptoir communal, institution fondamentale du « garantisme », sixième période sociale dans le système de Fourier, venant immédiatement après la période actuelle (Civilisation).
Le secrétaire perpétuel de l’Académie de Besançon et doyen de la Faculté des lettres, François-Joseph Genisset, rendit, dans une des séances solennelles de l’Académie, un compte assez favorable du livre de Muiron, avec des réserves sur la prétention de Fourier exprimées en termes moins absolus par Muiron, d’utiliser toutes les passions, sans en excepter les plus réprouvées. En 1832, il fit également paraitre, un volume intitulé Transactions sociales de Virtomnius. Ces deux ouvrages ont été réédités, le premier en 1840 et 1844, le deuxième en 1860.
Au milieu de ses préoccupations sociales, Muiron occupait toujours son emploi de chef de division à la préfecture, lorsqu’il fut, en 1823, destitué comme entaché ou suspect de libéralisme. Le parti libéral ayant fondé L'Impartial à Besançon, Muiron en devint un des rédacteurs et le gérant, ce qui lui attira une condamnation à un mois de prison. Il achevait cette peine au moment même où éclatait la Révolution de juillet. Réintégré, comme de juste, à son poste à la préfecture, il ne devait le quitter que pour prendre sa retraite, en 1856.
Sans cesser d’habiter la province, Muiron concourut à la fondation et à la rédaction des différentes feuilles phalanstériennes. Comme services signalés rendus à la cause, on doit lui tenir compte d’avoir été l’initiateur de Clarisse Vigoureux et, jusqu’à un certain point, de Victor Considerant et de Jules Lechevalier, qui fut l’un des membres du Collège saint-simonien et l’un des plus éloquents propagateurs de la doctrine. Muiron lui avait remis, alors qu’il se trouvait, à l’automne de 1831, en mission à Besançon, les livres de Fourier, le conjurant de les lire avec attention. Ce conseil fut si bien suivi que, rentrant à Paris au milieu de la crise causée par la scission entre les deux chefs de file du saint-simonisme, Bazard et Enfantin, Lechevalier déclara se retirer parce qu’il avait trouvé mieux que tous les enseignements du saint-simonisme. Deux mois plus tard, il ouvrait un cours de théorie sociétaire, qu’il publia ensuite sous le titre d’Études sur la science sociale. Lechevalier ne donna qu’une année de sa vie à la propagation de l’idée phalanstérienne, mais celle-ci continua de faire son chemin sous la forte impulsion de Considerant qui, du vivant même de l’inventeur, prit la direction de la propagande. Dans son testament, Fourier institua Muiron, le disciple et ami qui lui avait montré un dévouement à toute épreuve pendant vingt années, son légataire universel, lui léguant notamment tous ses manuscrits.
Muiron était du caractère le plus conciliant. Il se vantait quelquefois de ne s’être jamais brouillé avec personne. Sur le plan doctrinal, il prétendait concilier la théorie de l’attraction passionnelle avec le christianisme et même avec l’orthodoxie catholique. Bien qu’il ne fût pas catholique pratiquant, il avait à cœur, comme certains phalanstériens, de prouver cet accord. Lorsque le pape mit à l’index les ouvrages de Fourier, Muiron eut à ce propos une polémique épistolaire courtoise avec le cardinal Mathieu, archevêque de Besançon. Jusque dans les dernières années de sa longue vie, Muiron s’est intéressé et mêlé activement à la propagande phalanstérienne, adressant de temps en temps à ses condisciples des communications imprimées sous le titre de Lettres familières du Doyen. Au dernier banquet de l’anniversaire de Fourier, il a été encore lu un toast envoyé par Muiron, qui avait dépassé de plusieurs mois ses 94 ans.